# Eaton (condado de Manitowoc, Wisconsin)
Eaton es un pueblo ubicado en el condado de Manitowoc en el estado estadounidense de Wisconsin. En el Censo de 2010 tenía una población de 833 habitantes y una densidad poblacional de 9,07 personas por km².

## Geografía
Eaton se encuentra ubicado en las coordenadas 44°1′29″N 87°58′33″O / 44.02472, -87.97583. Según la Oficina del Censo de los Estados Unidos, Eaton tiene una superficie total de 91.81 km², de la cual 91.13 km² corresponden a tierra firme y (0.74%) 0.68 km² es agua.

## Demografía
Según el censo de 2010, había 833 personas residiendo en Eaton. La densidad de población era de 9,07 hab./km². De los 833 habitantes, Eaton estaba compuesto por el 97% blancos, el 0.12% eran afroamericanos, el 0% eran amerindios, el 1.08% eran asiáticos, el 0% eran isleños del Pacífico, el 0.24% eran de otras razas y el 1.56% pertenecían a dos o más razas. Del total de la población el 1.2% eran hispanos o latinos de cualquier raza.